# Horgas Béla
Horgas Béla (Homokszentgyörgy, 1937. november 29. – Budapest, 2018. május 5.) magyar költő, író, szerkesztő, publicista.

## Életrajz
Horgas Béla Homokszentgyörgyön született 1937. november 29-én Horgas János és Kovács Gizella gyermekeként.
1956-ban elektrotechnikusi oklevelet szerzett. 1956-1958 között a Budapesti Műszaki Egyetemen tanult, ám félbehagyta tanulmányait, 1961-től az ELTE magyar szakán volt hallgató, 1965-ben szerezte diplomáját.
1960 óta publikál szépirodalmat, verset, prózát, értekezést. 1965-ben jelent meg első verseskötete a Nevetni, sírni címen. 1965–1988 között a Gyermekünk című pedagógiai folyóirat munkatársa volt. A Liget folyóirat és Könyvek főszerkesztője. 1988-ban feleségével, Levendel Júliával együtt létrehozta a Liget Műhelyt, mely könyvkiadóként is funkcionál.

## Költészete
Gyakran meseelemeket használt fel, a gyermekvers játékosságából sokat tanult. Maga is írt meséket, gyermekverseket. Sétalovaglás (versek, 1969) című kötetéből a költői világképének módosulását lehet észrevenni, verseinek poétikája is megváltozott: a kötetben a versbeszéd utalásossá, áttételessé válik, a költő távoli dolgokat asszociál. Több prózakötete is megjelent (Címkeragasztás, 1976). Mammutfogak (1980) címmel verseit és elbeszéléseit adta ki. Irodalomtörténeti, esszéírói munkásságából kiemelkedik József Attila világképéről írt könyve (A szellem és a szerelem, 1970) és műelemzés-kötete (Nyomolvasás, 1978). Csokonai Vitéz Mihályról kismonográfiát írt (1988).

## Művei
- Nevetni, sírni (versek, 1965)
- Távolságok (versek, 1967)
- Naptár (versek, 1968)
- Sétalovaglás (versek, 1969)
- A szellem és a szerelem – József Attila világképe (tanulmány, Levendel Júliával közösen, 1970)
- Tipi-Tupa hercegnő (gyermekversek, 1971)
- Mesélek a zöld disznóról (képes mesekönyv, 1974)
- Címkeragasztás (novellák, 1976)
- A gyerekek másképp olvasnak (irodalompedagógiai írások, Levendel Júliával és Trencsényi Lászlóval közösen, 1976)
- Szivárvány. Miértek és hogyanok. Versek, mesék, érdekes tudnivalók, fejtörők gyermekeknek; szerkesztette: Horgas Béla; Közgazdasági és Jogi, Budapest, 1976
- Szivárvány. Törpék és óriások. Versek, mesék, érdekes tudnivalók, fejtörők gyermekeknek; szerkesztette: Horgas Béla; Közgazdasági és Jogi, Budapest, 1976
- Szivárvány. Ki repül gyorsabban? Versek, mesék, érdekes tudnivalók, fejtörők gyermekeknek; szerkesztette: Horgas Béla; Közgazdasági és Jogi, Budapest, 1976
- Szivárvány. Szereted az állatokat? Versek, mesék, érdekes tudnivalók, fejtörők gyermekeknek; szerkesztette: Horgas Béla; Közgazdasági és Jogi, Budapest, 1976
- Horgas Béla–Levendel Júliaː Gyerekek között. Gyereknek lenni. Ki kit nevel? Szereposztás. Apa-fejjel. Nyitott család. Értékrend; Gondolat, Budapest, 1977
- Nyelvöltögető (gyermekversek, mesék, 1978)
- Sárpogácsa (gyermekversek, 1978)
- Amíg te alszol (mesék, 1978)
- Négykezes (versek és próza, Levendel Júliával közösen, 1978)
- Nyomolvasás (irodalmi műelemzések, Levendel Júliával közösen, 1978)
- Éjidő. Versek és rajzok; Békés megyei Könyvtár, Békéscsaba, 1979
- Horgas Béla–Levendel Júliaː Irodalmi feladatlapok; Tankönyvkiadó, Budapest, 1979
- Horgas Béla–Levendel Júliaː Irodalom; Tankönyvkiadó, Budapest, 1979
- 222 szép magyar vers; válogatta, szerkesztette: Horgas Béla és Levendel Júlia; Móra, Budapest, 1980
- Mammutfogak (versek, prózaversek és elbeszélések, 1980)
- Állat-élet-képek (verses lapozgató, 1981)
- Az éjszaka csodái; válogatta, szerkesztette:, előszó Horgas Béla; Kozmosz Könyvek, Budapest, 1981 (A magyar irodalom gyöngyszemei)
- Ez most a divat. Tanulmányok, esszék, cikkek, versek, novellák; szerkesztette: Horgas Béla, Levendel Júlia; Gondolat, Budapest, 1981
- Az én cirkuszom (gyermekversek, 1983)
- Pár sor I-VI. (műhelynapló-sorozat, Levendel Júliával közösen, 1983-1985)
- Miféle mulatságok (versek, 1984)
- A fabatkák kertje (válogatott és új mesék, 1984)
- Agyagszárnyak (versek, 1985)
- A kóbor ceruza tündére (gyermekversek, 1987)
- Súgja hang. Versgömb, önéletrajzi szálon; Palmiro Togliatti Megyei Könyvtár, Kaposvár, 1987
- ABC. Csoóri Sándor, Fodor András, Horgas Béla, Márton László, Rákos Sándor versei. Szántó Tibor tipografikái; Kner Ny., Gyoma, 1988
- Kacifánt színre lép; illusztrációk: Horgas Ádám; Kossuth Ny., Budapest, 1988
- Csokonai Vitéz Mihály. 1773-1805; tanulmány, versválogatás, összeállította: Horgas Béla, illusztrációk: Sebestyén János; Garabonciás, Budapest, 1988 (Aranylant sorozat)
- Leveleskönyv. Egy korszak töredékei, 1956-88; válogatta, összeállította: Horgas Béla és Levendel Júlia; Téka, Budapest, 1989 (Liget könyvek)
- Nyár jön-e? (versek, 1991)
- A kor lelke; szerkesztette: Levendel Júlia, Horgas Béla, Bohus Magda; "Egészség" Alkoholmentes Rehabilitációs Egyesület, Budapest, 1991
- Egyik fülem sós. Mesék és versek kisgyerekeknek és nagy felnőtteknek; illusztrciók: Horgas Ádám, Horgas Judit; MSZH, Budapest, 1991
- Horgas Béla–Levendel Júliaː Irodalom a műszaki szakközépiskola és a szakközépiskola IV. osztálya számára; Tankönyvkiadó, Budapest, 1991
- Vakegér (publicisztikai írások, 1992)
- Szerelmeink; vál. Bohus Magda, Horgas Béla, Levendel Júlia; Liget Műhely Alapítvány, Budapest, 1992 (Liget könyvek)
- Legalább (elbeszélések, Levendel Júliával közösen, 1993)
- Sötétfehér (versek, 1994)
- Ráírás: tizenhét palimpszeszt (tépett és ragasztott versek xeroxszal és számítógéppel, 1995)
- Új vers régi (a költőnek maradás módszerei) (versek, 1996)
- Papírkígyó. Történetek az Akastyán-hegyen (elbeszélések, 1997)
- Horgas Ádám–Horgas Bélaː Szeltagor. A sárkány ideje; Atlantis Tánc-Színházi Alapítvány, Budapest, 1997
- A hal tréfája (versek, 1998)
- ’99 (versek a szerző képeivel, 2000)
- JátSZÓtér (versek a szerző képeivel, 2000)
- Meséljek a Zöld Disznóról? (illusztrált mesék, 2001)
- Víg vacsora (versek a szerző rajzaival, 2001)
- Nyí (versek, 2002)
- Széltoló (versek, 2002)
- Papundeklire (versek, 2003)
- Levendel Júlia–Horgas Bélaː A sérült tintahal; Liget Műhely Alapítvány, Budapest, 2003 (Liget könyvek)
- Mit keresel itt? (versek, 2004)
- Az én orbis pictusom (versek, 2004)
- IdőHALADék (versek, 2005)
- A kilenckerekű almafa; Liget Műhely Alapítvány, Budapest, 2006 (Liget)
- Mihez közelebb; Liget Műhely Alapítvány, Budapest, 2007 (Liget könyvek)
- Mesék az Akastyán-hegyen; Liget Műhely Alapítvány, Budapest, 2007 (Liget könyvek)
- Árnyékra nem; Liget, Budapest, 2008 (Liget könyvek)
- Horgas Béla–Levendel Júlia: Réskeresés. Négykezes; Liget Műhely Alapítvány, Budapest, 2009 (Liget könyvek)
- Sétikáló; Liget Műhely Alapítvány, Budapest, 2009
- Verses öröknaptár; szerkesztette: Horgas Béla, Levendel Júlia, Horgas Judit; 4. átdolgozott kiadás; Liget, Budapest, 2009 (Liget könyvek)
- Te pillanat; Liget Műhely Alapítvány, Budapest, 2010 (Liget)
- Most történik; Liget Műhely Alapítvány, Budapest, 2011 (Liget könyvek)
- Vigyél át, révészem; szerkesztette: Horgas Béla, Levendel Júlia, Horgas Judit; Liget Műhely Alapítvány, Budapest, 2011
- Fénycsóva lobbant; szerkesztette: Horgas Béla, Levendel Júlia, Horgas Judit; Liget Műhely Alapítvány, Budapest, 2012
- Testet ölt; szerkesztette: Horgas Béla, Levendel Júlia, Horgas Judit; Liget Műhely Alapítvány, Budapest, 2013
- A véletlen kedvezményezettje; Liget Műhely Alapítvány, Budapest, 2013
- Hon a hazában; szerkesztette: Horgas Béla, Levendel Júlia, Horgas Judit; Liget Műhely Alapítvány, Budapest, 2014
- Hova tovább; Liget Műhely Alapítvány, Budapest, 2014
- A szarka és a szarkaláb; Liget, Budapest, 2015
- A hét törpe; Liget Műhely Alapítvány, Budapest, 2016
- Papírra
- Művászonra I.
- Ráépítés

## Díjai
- Állami Ifjúsági Díj (1985)[1]
- Gyermekekért Díj (1989)[1]